# Minthoplagia rafaeli
Minthoplagia rafaeli là một loài ruồi trong họ Tachinidae.